# Tossal de Sant Donat
El Tossal de Sant Donat és una muntanya de 645 metres que es troba al municipi de Torà, a la comarca catalana del Solsonès.